# Studentische Unternehmensberatung
Studentische Unternehmensberatungen sind von Studenten getragene Unternehmensberatungen an Hochschulen oder im universitären Umfeld. In den meisten Fällen setzen sie sich aus Studenten der wirtschaftswissenschaftlich geprägten Studiengänge zusammen, wobei in den letzten Jahren auch hier vermehrt Interdisziplinarität Einzug hält. In Deutschland haben die meisten studentischen Unternehmensberatungen als Rechtsform den Verein gewählt, wobei dann die Projektarbeit meist von verschiedenen GbR getätigt wird. Einzelne studentische Unternehmensberatungen sind auch als haftungsbeschränkte Gesellschaften, wie die Unternehmergesellschaft oder als Gesellschaft mit beschränkter Haftung organisiert.

## Hintergrund
Gegründet wurden die studentischen Unternehmensberatungen im Allgemeinen, um den Studenten der jeweiligen Hochschule eine Möglichkeit zu geben, neben dem Studium Praxiserfahrungen zu sammeln, unternehmerisches Denken und Handeln zu vermitteln und soziale Kompetenz zu lernen. Aus Sicht von Unternehmen ist es vor allem der, verglichen mit großen Beratungen, relativ niedrige Preis und die Möglichkeit zur Kontaktknüpfung mit motivierten Studenten, der die studentischen Unternehmensberatungen interessant macht. Im universitären Umfeld treten studentische Unternehmensberatungen außerdem häufig als Veranstalter von Unternehmenskontaktmessen, Fallstudien, Vorträgen und „Business Nights“ auf.
Die Idee der studentischen Unternehmensberatung kommt aus Frankreich, wo 1967 von der französischen ESSEC die erste derartige Organisation gegründet wurde. Das Netzwerk der studentischen Unternehmensberatungen erstreckt sich über die ganze Welt. Seit 1992 koordiniert unter anderem der Dachverband JEEurope – European Confederation of Junior Enterprises die Zusammenarbeit der europäischen studentischen Unternehmensberatungen. Das europäische Netzwerk umfasst ca. 30.000 Studenten.
Im Februar 2011 gab es insgesamt 80 eingetragene Vereine an deutschen Hochschulen, die sich der studentischen Unternehmensberatung widmeten.

## Dachverbände im deutschsprachigen Raum
In Deutschland existieren derzeit zwei Dachverbände studentischer Unternehmensberatungen, in Österreich gibt es einen Dachverband.
Der Bundesverband Deutscher Studentischer Unternehmensberatungen mit Sitz in Bonn wurde 1992 gegründet und zählt 36 Mitgliedsinitiativen mit rund 2900 Studenten.
Dem 2002 gegründeten Junior Consultant Network (JCNetwork) e. V. mit Sitz in Karlsruhe gehören 38 Studentische Unternehmensberatungen aus Deutschland an, mit insgesamt ca. 2.600 studentischen Mitgliedern.
Die Austrian Confederation of Junior Enterprises (CAJE) wurde 1994 ins JADE-Netzwerk aufgenommen und 2005 in JADE Austria umbenannt. Der Dachverband heißt seit 2019 Junior Enterprises Austria, hat seinen Sitz in Wien und umfasst seit 2022 acht österreichische Junior Enterprises.